# Telița, Tulcea
Telița este un sat în comuna Frecăței din județul Tulcea, Dobrogea, România. Se află în partea de nord a județului,  în Dealurile Tulcei. Localitatea se află într-o zonă împădurită, iar prin marginea localității trece pârâul cu același nume, care se varsă în Lacul Babadag. Localitatea se află lângă cunoscuta mănăstire Celic-Dere.

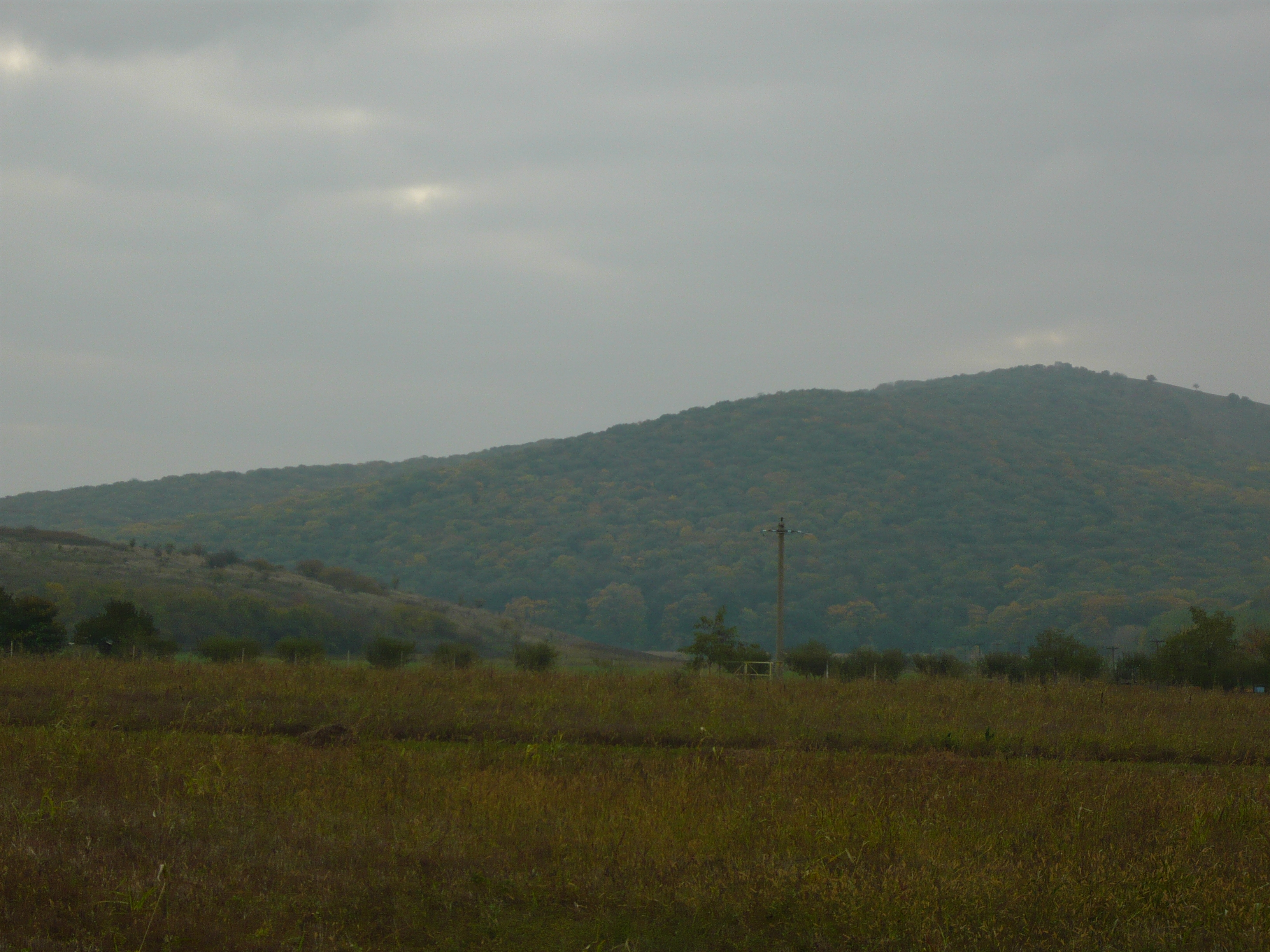
Pădurea din sudul satului

Biserica din sat, monumentală prin arhitectură are 6 turle, amintind de bisericile moscovite. 
În punctul "La Amza", localizat la 600 m NE de sat s-au descoperit urmele unei așezări rurale romane, apoi resturi din epoca medieval-timpurie (sec X-XI).